# Ticinum Dorsum
Il Ticinum Dorsum è una struttura geologica della superficie di 21 Lutetia.